# George Michael/Auszeichnungen für Musikverkäufe

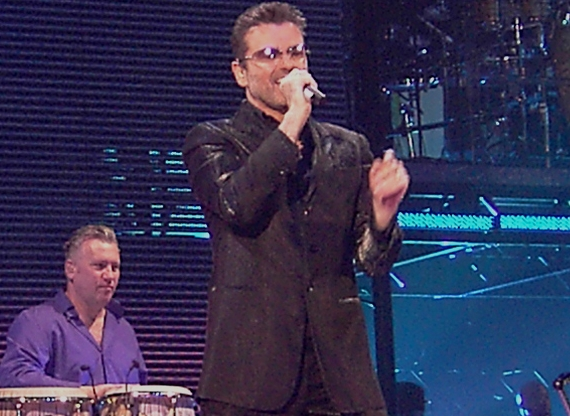
George Michael (2002)

Dies ist eine Übersicht über die Auszeichnungen für Musikverkäufe des britischen Sängers George Michael. Die Auszeichnungen finden sich nach ihrer Art (Gold, Platin usw.), nach Staaten getrennt in chronologischer Reihenfolge, geordnet sowie nach den Tonträgern selbst, ebenfalls in chronologischer Reihenfolge, getrennt nach Medium (Alben, Singles usw.), wieder.

## Auszeichnungen
| - Frankreich - 1984: für die Single Careless Whisper - 1988: für die Single One More Try - 1992: für die Single Don’t Let the Sun Go Down on Me - 1996: für die Single Fastlove - 1996: für die Single Jesus to a Child - 1996: für die Autorenbeteiligung Freedom (Robbie Williams) - 2013: für die Autorenbeteiligung I’m Your Man (Shane Richie) - 2015: für die Autorenbeteiligung Last Christmas (Cascada) - 2021: für die Autorenbeteiligung/Produktion Everything She Wants (Wham!) - 2022: für die Autorenbeteiligung Last Christmas (Ariana Grande) - Portugal - 2004: für das Album Patience - Vereinigtes Königreich - 1982: für die Autorenbeteiligung/Produktion Young Guns (Go for It) (Wham!) - 1983: für die Autorenbeteiligung/Produktion Bad Boys (Wham!) - 1986: für die Autorenbeteiligung/Produktion The Edge of Heaven (Wham!) - 1996: für die Single Spinning the Wheel - 1997: für die Single You Have Been Loved - 2019: für die Single Star People ’97 - 2020: für die Single Amazing - 2022: für die Single Somebody to Love - 2022: für die Single Older - 2022: für die Single I Can’t Make You Love Me - 2022: für die Single Praying for Time - 2023: für die Single One More Try - Argentinien - 1996: für das Album Older - 1998: für das Album Ladies & Gentlemen: The Best of George Michael - 2004: für das Album Patience - Australien - 1999: für die Single Outside - 1999: für das Album Songs from the Last Century - 2002: für die Single Freeek! - 2004: für die Single Amazing - 2016: für die Single Father Figure - 2016: für die Single I Knew You Were Waiting (For Me) - Belgien - 1996: für die Single Jesus to a Child - 1999: für die Single Outside - 2004: für das Album Patience - 2006: für das Album Twenty Five - Brasilien - 1991: für das Album Listen Without Prejudice Vol. 1 - 1997: für das Album Older - 2000: für das Album Ladies & Gentlemen: The Best of George Michael - 2003: für das Videoalbum Ladies & Gentlemen: The Best of George Michael - Dänemark - 2002: für die Single Freeek! - 2004: für das Album Patience - 2021: für die Single Faith - 2022: für das Album Symphonica - 2023: für die Single Freedom! ’90 - 2024: für die Single Don’t Let the Sun Go Down on Me - 2024: für die Single As - 2025: für die Single Fastlove - Deutschland - 1988: für das Album Faith - 1990: für das Album Listen Without Prejudice Vol. 1 - 1993: für das Album Five Live - 1999: für das Album Songs from the Last Century - 2005: für das Videoalbum Ladies & Gentlemen: The Best of George Michael - 2010: für das Videoalbum Live in London - 2018: für die Single Do They Know It’s Christmas? - 2023: für die Autorenbeteiligung/Produktion Wake Me Up Before You Go-Go (Wham!) - 2023: für das Album Twenty Five - 2024: für die Single Careless Whisper - Finnland - 1998: für das Album Ladies & Gentlemen: The Best of George Michael - Frankreich - 1993: für das Album Five Live - 2004: für das Album Patience - 2006: für das Album Twenty Five - 2009: für das Videoalbum Live in London - Griechenland - 2007: für das Album Twenty Five - Hongkong - 1988: für das Album Faith - Irland - 2009: für das Videoalbum Live in London - Italien - 2013: für die Single White Light - 2014: für die Single Somebody to Love - 2019: für das Album Ladies & Gentlemen: The Best of George Michael - 2021: für das Album Twenty Five - 2023: für die Single Faith - Japan - 1997: für die Autorenbeteiligung/Produktion Club Tropicana (Wham!) - Kanada - 1985: für die Autorenbeteiligung/Produktion Everything She Wants (Wham!) - 1986: für die Autorenbeteiligung/Produktion I’m Your Man (Wham!) - 1987: für die Single I Want Your Sex - 1987: für die Single Faith - 2000: für das Album Songs from the Last Century - Malaysia - 1996: für das Album Older - Neuseeland - 1996: für die Single Jesus to a Child - 1996: für die Single Fastlove - 2006: für das Album Twenty Five - 2022: für das Album George Michael & Wham! Last Christmas: The Original Motion Picture Soundtrack - 2022: für die Single I Knew You Were Waiting (For Me) - Niederlande - 1984: für die Autorenbeteiligung/Produktion Wake Me Up Before You Go-Go (Wham!) - 1984: für die Autorenbeteiligung/Produktion Freedom (Wham!) - 1987: für die Single I Want Your Sex - 1987: für die Single I Knew You Were Waiting (For Me) - 2004: für das Album Patience - Norwegen - 1987: für das Album Faith - 1996: für die Single Jesus to a Child - Österreich - 1991: für das Album Listen Without Prejudice Vol. 1 - 1994: für das Album Five Live - 1996: für das Album Older - 2004: für das Album Patience - Polen - 2003: für das Videoalbum Ladies & Gentlemen: The Best of George Michael - 2004: für das Album Patience - Portugal - 2003: für das Videoalbum Ladies & Gentlemen: The Best of George Michael - 2006: für das Album Twenty Five - 2023: für die Single Do They Know It’s Christmas? - Russland - 2006: für das Album Twenty Five - Schweden - 1988: für das Album Faith - 1996: für das Album Older - 2004: für das Album Patience - Schweiz - 1993: für das Album Five Live - 1999: für das Album Songs from the Last Century - 2004: für das Album Patience - 2006: für das Album Twenty Five - Spanien - 1996: für die Single Jesus to a Child - 2004: für das Album Patience - 2007: für das Album Twenty Five - Südafrika - 1996: für das Album Older - Ungarn - 2004: für das Album Patience - Vereinigte Staaten - 1984: für die Single Do They Know It’s Christmas? - 1989: für die Single One More Try - 1989: für die Single Faith - 1991: für die Single Freedom! ’90 - 1992: für die Single Don’t Let the Sun Go Down on Me - 1992: für die Single Too Funky - 1992: für die Autorenbeteiligung/Produktion Everything She Wants (Wham!) - 1996: für die Single Fastlove - 1996: für die Single Jesus to a Child - 2015: für die Autorenbeteiligung Last Christmas (Cascada) - Vereinigtes Königreich - 1984: für die Autorenbeteiligung/Produktion Freedom (Wham!) - 1984: für die Autorenbeteiligung/Produktion Wake Me Up Before You Go-Go (Physisch) (Wham!) - 1985: für die Autorenbeteiligung/Produktion I’m Your Man (Wham!) - 1986: für die Single A Different Corner - 1993: für das Album Five Live - 2014: für das Album Symphonica - 2019: für die Single Jesus to a Child - 2020: für die Single Outside - 2020: für die Single Don’t Let the Sun Go Down on Me - 2021: für die Single As - 2024: für das Album George Michael & Wham! Last Christmas: The Original Motion Picture Soundtrack - 2024: für die Single Father Figure | - Frankreich - 2000: für das Album Songs from the Last Century - Argentinien - 2000: für das Album Faith - 2000: für das Videoalbum Ladies & Gentlemen: The Best of George Michael - Australien - 1996: für die Single Fastlove - 2004: für das Album Patience - 2016: für die Single Too Funky - 2016: für die Single Don’t Let the Sun Go Down on Me - 2017: für die Single Freedom! ’90 - Belgien - 1996: für das Album Older - 2000: für das Album Songs from the Last Century - Chile - 1996: für das Album Older - Dänemark - 2013: für das Streaming Last Christmas (Wham!) - 2018: für das Album Faith - 2020: für die Autorenbeteiligung/Produktion Wake Me Up Before You Go-Go (Wham!) - 2023: für die Single Careless Whisper - Deutschland - 1997: für das Album Older - 2004: für das Album Patience - Europa - 1991: für das Album Listen Without Prejudice Vol. 1 - 2004: für das Album Patience - 2007: für das Album Twenty Five - Frankreich - 1991: für das Album Listen Without Prejudice Vol. 1 - 1996: für das Album Older - 2007: für das Videoalbum Twenty Five - Griechenland - 2023: für die Single Careless Whisper - 2023: für die Autorenbeteiligung/Produktion Last Christmas (Wham!) - Italien - 1996: für das Album Older - 2004: für das Album Patience - 2019: für die Autorenbeteiligung/Produktion Wake Me Up Before You Go-Go (Wham!) - 2019: für die Single Careless Whisper - Japan - 1993: für das Album Listen Without Prejudice Vol. 1 - 1996: für das Album Older - 2011: für die Autorenbeteiligung/Produktion Last Christmas (Mobile Downloads, Wham!) - Kanada - 1985: für die Autorenbeteiligung/Produktion Wake Me Up Before You Go-Go (Wham!) - 1985: für die Single Do They Know It’s Christmas? - 1990: für das Videoalbum Faith - Neuseeland - 2000: für das Album Songs from the Last Century - 2004: für das Album Patience - 2010: für das Videoalbum Live in London - 2021: für die Single Don’t Let the Sun Go Down on Me - Niederlande - 1984: für die Single Careless Whisper - 1984: für die Autorenbeteiligung/Produktion Last Christmas (Wham!) - 1986: für die Single A Different Corner - 1987: für die Single Faith - 1987: für das Album Faith - 1991: für das Album Listen Without Prejudice Vol. 1 - 1992: für die Single Don’t Let the Sun Go Down on Me - 1995: für das Album Five Live - 1997: für das Album Older - Norwegen - 1996: für das Album Older - 1999: für das Album Ladies & Gentlemen: The Best of George Michael - Österreich - 1999: für das Album Ladies & Gentlemen: The Best of George Michael - Polen - 1997: für das Album Older - 1999: für das Album Ladies & Gentlemen: The Best of George Michael - 2016: für das Album Symphonica - Schweden - 1992: für das Album Listen Without Prejudice Vol. 1 - 1998: für das Album Ladies & Gentlemen: The Best of George Michael - Schweiz - 1992: für das Album Listen Without Prejudice Vol. 1 - 1996: für das Album Older - 1998: für das Album Ladies & Gentlemen: The Best of George Michael - Singapur - 1996: für das Album Older - Spanien - 1991: für das Album Listen Without Prejudice Vol. 1 - 2000: für das Album Songs from the Last Century - 2024: für die Single Careless Whisper - 2024: für die Single Faith - Südkorea - 1996: für das Album Older - Vereinigte Staaten - 1989: für die Single I Want Your Sex - 1991: für das Videoalbum George Michael - 1992: für die Autorenbeteiligung/Produktion Wake Me Up Before You Go-Go (Wham!) - 1996: für das Album Older - Vereinigtes Königreich - 1984: für die Single Do They Know It’s Christmas? - 1985: für die Autorenbeteiligung/Produktion Last Christmas (Wham!) - 2013: für das Videoalbum Live in London - 2019: für die Single Fastlove - 2017: für die Autorenbeteiligung/Produktion Club Tropicana (Wham!) - 2023: für die Single Freedom! ’90 - 2024: für die Single I Knew You Were Waiting (For Me) - Deutschland - 2000: für das Album Ladies & Gentlemen: The Best of George Michael | - Australien - 1996: für das Album Older - 2016: für die Single Faith - 2016: für das Album Listen Without Prejudice Vol. 1 - 2016: für das Album Twenty Five - 2016: für das Videoalbum Live in London - 2016: für das Videoalbum Twenty Five - 2016: für die Single Careless Whisper - 2017: für die Autorenbeteiligung/Produktion Wake Me Up Before You Go-Go (Wham!) - Belgien - 1998: für das Album Ladies & Gentlemen: The Best of George Michael - Europa - 1999: für das Album Songs from the Last Century - Frankreich - 1989: für das Album Faith - 1999: für das Album Ladies & Gentlemen: The Best of George Michael - 2001: für das Videoalbum Ladies & Gentlemen: The Best of George Michael - Hongkong - 1996: für das Album Older - Irland - 1996: für das Album Older - Japan - 1996: für die Autorenbeteiligung/Produktion Last Christmas (Wham!) - Kanada - 1991: für das Album Listen Without Prejudice Vol. 1 - 1996: für das Album Older - 1998: für das Album Ladies & Gentlemen: The Best of George Michael - Neuseeland - 1991: für das Album Listen Without Prejudice Vol. 1 - 1997: für das Album Older - 2023: für die Single Do They Know It’s Christmas? - Niederlande - 1999: für das Album Ladies & Gentlemen: The Best of George Michael - Polen - 2007: für das Album Twenty Five - 2010: für das Album Live in London - Portugal - 2023: für die Autorenbeteiligung/Produktion Last Christmas - Schweiz - 1992: für das Album Faith - Spanien - 1989: für das Album Faith - 1997: für das Album Older - 2000: für das Album Ladies & Gentlemen: The Best of George Michael - 2023: für die Autorenbeteiligung/Produktion Last Christmas (Wham!) - Ungarn - 2006: für das Album Twenty Five - Vereinigte Staaten - 1991: für das Videoalbum Faith - 1994: für das Album Listen Without Prejudice Vol. 1 - 2000: für das Album Ladies & Gentlemen: The Best of George Michael - 2019: für die Autorenbeteiligung/Produktion Last Christmas (Wham!) - Vereinigtes Königreich - 1999: für das Album Songs from the Last Century - 2004: für das Album Patience - 2019: für die Autorenbeteiligung/Produktion Wake Me Up Before You Go-Go (Digital) (Wham!) - 2023: für die Single Careless Whisper - 2024: für die Single Faith - Australien - 2010: für das Videoalbum Ladies & Gentlemen: The Best of George Michael - 2023: für die Single Do They Know It’s Christmas? - Brasilien - 2024: für die Single Careless Whisper - Dänemark - 2023: für die Single Do They Know It’s Christmas? - Deutschland - 2023: für die Autorenbeteiligung/Produktion Last Christmas (Wham!) - Irland - 2006: für das Album Twenty Five - Italien - 2023: für die Autorenbeteiligung/Produktion Last Christmas (Wham!) - Japan - 2019: für den Ringtone Last Christmas (Wham!) - Neuseeland - 2023: für die Autorenbeteiligung/Produktion Last Christmas (Wham!) - 2024: für die Single Faith - 2025: für die Single Careless Whisper - Taiwan - 1996: für das Album Older - Portugal - 2011: für das Videoalbum Live in London - Vereinigtes Königreich - 1992: für das Album Listen Without Prejudice Vol. 1 - 1993: für das Album Faith - 2013: für das Videoalbum Ladies & Gentlemen: The Best of George Michael - Australien - 2004: für das Album Faith - Dänemark - 2024: für das Album Twenty Five - Europa - 2005: für das Album Older - Kanada - 2024: für die Single Careless Whisper - Neuseeland - 1988: für das Album Faith - Dänemark - 2023: für die Autorenbeteiligung/Produktion Last Christmas (Wham!) - Europa - 2004: für das Album Ladies & Gentlemen: The Best of George Michael - Neuseeland - 1999: für das Album Ladies & Gentlemen: The Best of George Michael - Vereinigtes Königreich - 1997: für das Album Older - 2023: für die Autorenbeteiligung/Produktion Last Christmas (Digital) (Wham!) - 2025: für das Album Twenty Five - Australien - 2017: für das Album Ladies & Gentlemen: The Best of George Michael - 2024: für die Autorenbeteiligung/Produktion Last Christmas (Wham!) - Dänemark - 2017: für das Album Older - Vereinigte Staaten - 2024: für die Single Careless Whisper - Kanada - 2023: für die Autorenbeteiligung/Produktion Last Christmas (Wham!) - Vereinigtes Königreich - 2019: für das Album Ladies & Gentlemen: The Best of George Michael - Dänemark - 2022: für das Album Ladies & Gentlemen: The Best of George Michael - Schweden - 2023: für die Autorenbeteiligung/Produktion Last Christmas (Wham!) - Kanada - 1991: für das Album Faith - Vereinigte Staaten - 1996: für das Album Faith |

## Auszeichnungen nach Alben

### Faith
| Land/Region                  | Auszeichnungen für Musikverkäufe (Land/Region, Auszeichnung, Verkäufe) | Verkäufe   |
| ---------------------------- | ---------------------------------------------------------------------- | ---------- |
| Argentinien (CAPIF)          | Platin                                                                 | 60.000     |
| Australien (ARIA)            | 5× Platin                                                              | 350.000    |
| Dänemark (IFPI)              | Platin                                                                 | 20.000     |
| Deutschland (BVMI)           | Gold                                                                   | 250.000    |
| Frankreich (SNEP)            | 2× Platin                                                              | 600.000    |
| Hongkong (IFPI/HKRIA)        | Gold                                                                   | 10.000     |
| Kanada (MC)                  | Diamant                                                                | 1.000.000  |
| Neuseeland (RMNZ)            | 5× Platin                                                              | 100.000    |
| Niederlande (NVPI)           | Platin                                                                 | 100.000    |
| Norwegen (IFPI)              | Gold                                                                   | 50.000     |
| Schweden (IFPI)              | Gold                                                                   | 50.000     |
| Schweiz (IFPI)               | 2× Platin                                                              | 100.000    |
| Spanien (Promusicae)         | 2× Platin                                                              | 200.000    |
| Vereinigte Staaten (RIAA)    | Diamant                                                                | 10.000.000 |
| Vereinigtes Königreich (BPI) | 4× Platin                                                              | 1.200.000  |
| Insgesamt                    | 4× Gold · 23× Platin · 2× Diamant ·                                    | 14.090.000 |

### Listen Without Prejudice Vol. 1
| Land/Region                  | Auszeichnungen für Musikverkäufe (Land/Region, Auszeichnung, Verkäufe) | Verkäufe    |
| ---------------------------- | ---------------------------------------------------------------------- | ----------- |
| Australien (ARIA)            | 2× Platin                                                              | 140.000     |
| Brasilien (PMB)              | Gold                                                                   | 100.000     |
| Deutschland (BVMI)           | Gold                                                                   | 250.000     |
| Europa (IFPI)                | 2× Platin                                                              | (2.000.000) |
| Frankreich (SNEP)            | Platin                                                                 | 300.000     |
| Japan (RIAJ)                 | Platin                                                                 | 200.000     |
| Kanada (MC)                  | 2× Platin                                                              | 200.000     |
| Neuseeland (RMNZ)            | 2× Platin                                                              | 40.000      |
| Niederlande (NVPI)           | Platin                                                                 | 100.000     |
| Österreich (IFPI)            | Gold                                                                   | 25.000      |
| Schweden (IFPI)              | Platin                                                                 | 100.000     |
| Schweiz (IFPI)               | Platin                                                                 | 50.000      |
| Spanien (Promusicae)         | Platin                                                                 | 100.000     |
| Vereinigte Staaten (RIAA)    | 2× Platin                                                              | 2.000.000   |
| Vereinigtes Königreich (BPI) | 4× Platin                                                              | 1.200.000   |
| Insgesamt                    | 3× Gold · 20× Platin ·                                                 | 4.805.000   |

### Five Live
| Land/Region                  | Auszeichnungen für Musikverkäufe (Land/Region, Auszeichnung, Verkäufe) | Verkäufe |
| ---------------------------- | ---------------------------------------------------------------------- | -------- |
| Deutschland (BVMI)           | Gold                                                                   | 250.000  |
| Frankreich (SNEP)            | Gold                                                                   | 100.000  |
| Niederlande (NVPI)           | Platin                                                                 | 100.000  |
| Österreich (IFPI)            | Gold                                                                   | 25.000   |
| Schweiz (IFPI)               | Gold                                                                   | 25.000   |
| Vereinigtes Königreich (BPI) | Gold                                                                   | 100.000  |
| Insgesamt                    | 5× Gold · 1× Platin ·                                                  | 600.000  |

### Older
| Land/Region                  | Auszeichnungen für Musikverkäufe (Land/Region, Auszeichnung, Verkäufe) | Verkäufe    |
| ---------------------------- | ---------------------------------------------------------------------- | ----------- |
| Argentinien (CAPIF)          | Gold                                                                   | 30.000      |
| Australien (ARIA)            | 2× Platin                                                              | 140.000     |
| Belgien (BRMA)               | Platin                                                                 | (50.000)    |
| Brasilien (PMB)              | Gold                                                                   | 100.000     |
| Chile (IFPI)                 | Platin                                                                 | 25.000      |
| Dänemark (IFPI)              | 7× Platin                                                              | (140.000)   |
| Deutschland (BVMI)           | Platin                                                                 | (500.000)   |
| Europa (IFPI)                | 5× Platin                                                              | 5.000.000   |
| Frankreich (SNEP)            | Platin                                                                 | (300.000)   |
| Hongkong (IFPI/HKRIA)        | 2× Platin                                                              | 40.000      |
| Irland (IRMA)                | 2× Platin                                                              | (30.000)    |
| Italien (FIMI)               | Platin                                                                 | (100.000)   |
| Japan (RIAJ)                 | Platin                                                                 | 200.000     |
| Kanada (MC)                  | 2× Platin                                                              | 200.000     |
| Malaysia (RIM)               | Gold                                                                   | 25.000      |
| Neuseeland (RMNZ)            | 2× Platin                                                              | 30.000      |
| Niederlande (NVPI)           | Platin                                                                 | (100.000)   |
| Norwegen (IFPI)              | Platin                                                                 | (50.000)    |
| Österreich (IFPI)            | Gold                                                                   | (25.000)    |
| Polen (ZPAV)                 | Platin                                                                 | (50.000)    |
| Schweden (IFPI)              | Gold                                                                   | (50.000)    |
| Schweiz (IFPI)               | Platin                                                                 | (50.000)    |
| Singapur (RIAS)              | Platin                                                                 | 15.000      |
| Spanien (Promusicae)         | 2× Platin                                                              | (200.000)   |
| Südafrika (RISA)             | Gold                                                                   | 25.000      |
| Südkorea (KMCA)              | Platin                                                                 | 30.000      |
| Taiwan (RIT)                 | 3× Platin                                                              | 150.000     |
| Vereinigte Staaten (RIAA)    | Platin                                                                 | 1.000.000   |
| Vereinigtes Königreich (BPI) | 6× Platin                                                              | (1.800.000) |
| Insgesamt                    | 6× Gold · 46× Platin ·                                                 | 7.010.000   |

### Ladies & Gentlemen: The Best of George Michael
| Land/Region                  | Auszeichnungen für Musikverkäufe (Land/Region, Auszeichnung, Verkäufe) | Verkäufe    |
| ---------------------------- | ---------------------------------------------------------------------- | ----------- |
| Argentinien (CAPIF)          | Gold                                                                   | 30.000      |
| Australien (ARIA)            | 7× Platin                                                              | 490.000     |
| Belgien (BRMA)               | 2× Platin                                                              | (100.000)   |
| Brasilien (PMB)              | Gold                                                                   | 100.000     |
| Dänemark (IFPI)              | 10× Platin                                                             | (200.000)   |
| Deutschland (BVMI)           | 3× Gold                                                                | (750.000)   |
| Europa (IFPI)                | 6× Platin                                                              | 6.000.000   |
| Finnland (IFPI)              | Gold                                                                   | (33.000)    |
| Frankreich (SNEP)            | 2× Platin                                                              | (600.000)   |
| Italien (FIMI)               | Gold                                                                   | (25.000)    |
| Kanada (MC)                  | 2× Platin                                                              | 200.000     |
| Neuseeland (RMNZ)            | 6× Platin                                                              | 90.000      |
| Niederlande (NVPI)           | 2× Platin                                                              | (200.000)   |
| Norwegen (IFPI)              | Platin                                                                 | (50.000)    |
| Österreich (IFPI)            | Platin                                                                 | (50.000)    |
| Polen (ZPAV)                 | Platin                                                                 | (100.000)   |
| Schweden (IFPI)              | Platin                                                                 | (80.000)    |
| Schweiz (IFPI)               | Platin                                                                 | (50.000)    |
| Spanien (Promusicae)         | 2× Platin                                                              | (200.000)   |
| Vereinigte Staaten (RIAA)    | 2× Platin                                                              | 2.000.000   |
| Vereinigtes Königreich (BPI) | 9× Platin                                                              | (2.700.000) |
| Insgesamt                    | 5× Gold · 56× Platin ·                                                 | 8.910.000   |

### Songs from the Last Century
| Land/Region                  | Auszeichnungen für Musikverkäufe (Land/Region, Auszeichnung, Verkäufe) | Verkäufe  |
| ---------------------------- | ---------------------------------------------------------------------- | --------- |
| Australien (ARIA)            | Gold                                                                   | 35.000    |
| Belgien (BRMA)               | Platin                                                                 | (50.000)  |
| Deutschland (BVMI)           | Gold                                                                   | (250.000) |
| Europa (IFPI)                | 2× Platin                                                              | 2.000.000 |
| Frankreich (SNEP)            | 2× Gold                                                                | (200.000) |
| Kanada (MC)                  | Gold                                                                   | 50.000    |
| Neuseeland (RMNZ)            | Platin                                                                 | 15.000    |
| Schweiz (IFPI)               | Gold                                                                   | (25.000)  |
| Spanien (Promusicae)         | Platin                                                                 | (100.000) |
| Vereinigtes Königreich (BPI) | 2× Platin                                                              | (600.000) |
| Insgesamt                    | 6× Gold · 7× Platin ·                                                  | 2.100.000 |

### Patience
| Land/Region                  | Auszeichnungen für Musikverkäufe (Land/Region, Auszeichnung, Verkäufe) | Verkäufe    |
| ---------------------------- | ---------------------------------------------------------------------- | ----------- |
| Argentinien (CAPIF)          | Gold                                                                   | 20.000      |
| Australien (ARIA)            | Platin                                                                 | 70.000      |
| Belgien (BRMA)               | Gold                                                                   | 25.000      |
| Dänemark (IFPI)              | Gold                                                                   | 20.000      |
| Deutschland (BVMI)           | Platin                                                                 | 200.000     |
| Europa (IFPI)                | Platin                                                                 | (1.000.000) |
| Frankreich (SNEP)            | Gold                                                                   | 100.000     |
| Italien (FIMI)               | Platin                                                                 | 100.000     |
| Neuseeland (RMNZ)            | Platin                                                                 | 15.000      |
| Niederlande (NVPI)           | Gold                                                                   | 40.000      |
| Österreich (IFPI)            | Gold                                                                   | 15.000      |
| Polen (ZPAV)                 | Gold                                                                   | 20.000      |
| Portugal (AFP)               | Silber                                                                 | 10.000      |
| Schweden (IFPI)              | Gold                                                                   | 30.000      |
| Schweiz (IFPI)               | Gold                                                                   | 20.000      |
| Spanien (Promusicae)         | Gold                                                                   | 50.000      |
| Ungarn (MAHASZ)              | Gold                                                                   | 10.000      |
| Vereinigtes Königreich (BPI) | 2× Platin                                                              | 600.000     |
| Insgesamt                    | 1× Silber · 11× Gold · 7× Platin ·                                     | 1.415.000   |

### Twenty Five
| Land/Region                  | Auszeichnungen für Musikverkäufe (Land/Region, Auszeichnung, Verkäufe) | Verkäufe    |
| ---------------------------- | ---------------------------------------------------------------------- | ----------- |
| Australien (ARIA)            | 2× Platin                                                              | 140.000     |
| Belgien (BRMA)               | Gold                                                                   | 25.000      |
| Dänemark (IFPI)              | 5× Platin                                                              | 100.000     |
| Deutschland (BVMI)           | Gold                                                                   | 100.000     |
| Europa (IFPI)                | Platin                                                                 | (1.000.000) |
| Frankreich (SNEP)            | Gold                                                                   | 75.000      |
| Griechenland (IFPI)          | Gold                                                                   | 7.500       |
| Irland (IRMA)                | 3× Platin                                                              | 45.000      |
| Italien (FIMI)               | Gold                                                                   | 25.000      |
| Neuseeland (RMNZ)            | Gold                                                                   | 7.500       |
| Polen (ZPAV)                 | 2× Platin                                                              | 40.000      |
| Portugal (AFP)               | Gold                                                                   | 10.000      |
| Russland (NFPF)              | Gold                                                                   | 10.000      |
| Schweiz (IFPI)               | Gold                                                                   | 15.000      |
| Spanien (Promusicae)         | Gold                                                                   | 40.000      |
| Ungarn (MAHASZ)              | 2× Platin                                                              | 12.000      |
| Vereinigtes Königreich (BPI) | 6× Platin                                                              | 1.800.000   |
| Insgesamt                    | 10× Gold · 21× Platin ·                                                | 2.352.000   |

### Live in London
| Land/Region  | Auszeichnungen für Musikverkäufe (Land/Region, Auszeichnung, Verkäufe) | Verkäufe |
| ------------ | ---------------------------------------------------------------------- | -------- |
| Polen (ZPAV) | 2× Platin                                                              | 40.000   |
| Insgesamt    | 2× Platin ·                                                            | 40.000   |

### Symphonica
| Land/Region                  | Auszeichnungen für Musikverkäufe (Land/Region, Auszeichnung, Verkäufe) | Verkäufe |
| ---------------------------- | ---------------------------------------------------------------------- | -------- |
| Dänemark (IFPI)              | Gold                                                                   | 10.000   |
| Polen (ZPAV)                 | Platin                                                                 | 20.000   |
| Vereinigtes Königreich (BPI) | Gold                                                                   | 100.000  |
| Insgesamt                    | 2× Gold · 1× Platin ·                                                  | 130.000  |

### George Michael & Wham! Last Christmas: The Original Motion Picture Soundtrack
| Land/Region                  | Auszeichnungen für Musikverkäufe (Land/Region, Auszeichnung, Verkäufe) | Verkäufe |
| ---------------------------- | ---------------------------------------------------------------------- | -------- |
| Neuseeland (RMNZ)            | Gold                                                                   | 7.500    |
| Vereinigtes Königreich (BPI) | Gold                                                                   | 100.000  |
| Insgesamt                    | 2× Gold ·                                                              | 107.500  |

## Auszeichnungen nach Singles

### Careless Whisper
| Land/Region                  | Auszeichnungen für Musikverkäufe (Land/Region, Auszeichnung, Verkäufe) | Verkäufe   |
| ---------------------------- | ---------------------------------------------------------------------- | ---------- |
| Australien (ARIA)            | 2× Platin                                                              | 140.000    |
| Brasilien (PMB)              | 3× Platin                                                              | 180.000    |
| Dänemark (IFPI)              | Platin                                                                 | 90.000     |
| Deutschland (BVMI)           | Gold                                                                   | 300.000    |
| Frankreich (SNEP)            | Silber                                                                 | 200.000    |
| Griechenland (IFPI)          | Platin                                                                 | 20.000     |
| Italien (FIMI)               | Platin                                                                 | 50.000     |
| Kanada (MC)                  | 5× Platin                                                              | 400.000    |
| Neuseeland (RMNZ)            | 3× Platin                                                              | 90.000     |
| Niederlande (NVPI)           | Platin                                                                 | 100.000    |
| Spanien (Promusicae)         | Platin                                                                 | 60.000     |
| Vereinigte Staaten (RIAA)    | 7× Platin                                                              | 7.000.000  |
| Vereinigtes Königreich (BPI) | 2× Platin                                                              | 1.550.000  |
| Insgesamt                    | 1× Silber · 1× Gold · 27× Platin ·                                     | 10.180.000 |

### Do They Know It’s Christmas?
| Land/Region                  | Auszeichnungen für Musikverkäufe (Land/Region, Auszeichnung, Verkäufe) | Verkäufe  |
| ---------------------------- | ---------------------------------------------------------------------- | --------- |
| Australien (ARIA)            | 3× Platin                                                              | 210.000   |
| Dänemark (IFPI)              | 3× Platin                                                              | 270.000   |
| Deutschland (BVMI)           | Gold                                                                   | 250.000   |
| Kanada (MC)                  | Platin                                                                 | 100.000   |
| Neuseeland (RMNZ)            | 2× Platin                                                              | 60.000    |
| Portugal (AFP)               | Gold                                                                   | 5.000     |
| Vereinigte Staaten (RIAA)    | Gold                                                                   | 2.500.000 |
| Vereinigtes Königreich (BPI) | 4× Platin                                                              | 3.820.000 |
| Insgesamt                    | 3× Gold · 13× Platin ·                                                 | 7.215.000 |

### A Different Corner
| Land/Region                  | Auszeichnungen für Musikverkäufe (Land/Region, Auszeichnung, Verkäufe) | Verkäufe |
| ---------------------------- | ---------------------------------------------------------------------- | -------- |
| Niederlande (NVPI)           | Platin                                                                 | 100.000  |
| Vereinigtes Königreich (BPI) | Gold                                                                   | 400.000  |
| Insgesamt                    | 1× Gold · 1× Platin ·                                                  | 500.000  |

### I Knew You Were Waiting (For Me)
| Land/Region                  | Auszeichnungen für Musikverkäufe (Land/Region, Auszeichnung, Verkäufe) | Verkäufe |
| ---------------------------- | ---------------------------------------------------------------------- | -------- |
| Australien (ARIA)            | Gold                                                                   | 35.000   |
| Neuseeland (RMNZ)            | Gold                                                                   | 15.000   |
| Niederlande (NVPI)           | Gold                                                                   | 75.000   |
| Vereinigtes Königreich (BPI) | Platin                                                                 | 600.000  |
| Insgesamt                    | 3× Gold · 1× Platin ·                                                  | 725.000  |

### I Want Your Sex
| Land/Region               | Auszeichnungen für Musikverkäufe (Land/Region, Auszeichnung, Verkäufe) | Verkäufe  |
| ------------------------- | ---------------------------------------------------------------------- | --------- |
| Kanada (MC)               | Gold                                                                   | 50.000    |
| Niederlande (NVPI)        | Gold                                                                   | 75.000    |
| Vereinigte Staaten (RIAA) | Platin                                                                 | 1.000.000 |
| Insgesamt                 | 2× Gold · 1× Platin ·                                                  | 1.125.000 |

### Faith
| Land/Region                  | Auszeichnungen für Musikverkäufe (Land/Region, Auszeichnung, Verkäufe) | Verkäufe  |
| ---------------------------- | ---------------------------------------------------------------------- | --------- |
| Australien (ARIA)            | 2× Platin                                                              | 140.000   |
| Dänemark (IFPI)              | Gold                                                                   | 45.000    |
| Italien (FIMI)               | Gold                                                                   | 50.000    |
| Kanada (MC)                  | Gold                                                                   | 50.000    |
| Neuseeland (RMNZ)            | 3× Platin                                                              | 90.000    |
| Niederlande (NVPI)           | Platin                                                                 | 100.000   |
| Spanien (Promusicae)         | Platin                                                                 | 60.000    |
| Vereinigte Staaten (RIAA)    | Gold                                                                   | 500.000   |
| Vereinigtes Königreich (BPI) | 2× Platin                                                              | 1.200.000 |
| Insgesamt                    | 4× Gold · 9× Platin ·                                                  | 2.235.000 |

### Father Figure
| Land/Region                  | Auszeichnungen für Musikverkäufe (Land/Region, Auszeichnung, Verkäufe) | Verkäufe |
| ---------------------------- | ---------------------------------------------------------------------- | -------- |
| Australien (ARIA)            | Gold                                                                   | 35.000   |
| Vereinigtes Königreich (BPI) | Gold                                                                   | 400.000  |
| Insgesamt                    | 2× Gold ·                                                              | 435.000  |

### One More Try
| Land/Region                  | Auszeichnungen für Musikverkäufe (Land/Region, Auszeichnung, Verkäufe) | Verkäufe |
| ---------------------------- | ---------------------------------------------------------------------- | -------- |
| Frankreich (SNEP)            | Silber                                                                 | 250.000  |
| Vereinigte Staaten (RIAA)    | Gold                                                                   | 500.000  |
| Vereinigtes Königreich (BPI) | Silber                                                                 | 200.000  |
| Insgesamt                    | 2× Silber · 1× Gold ·                                                  | 950.000  |

### Praying for Time
| Land/Region                  | Auszeichnungen für Musikverkäufe (Land/Region, Auszeichnung, Verkäufe) | Verkäufe |
| ---------------------------- | ---------------------------------------------------------------------- | -------- |
| Vereinigtes Königreich (BPI) | Silber                                                                 | 200.000  |
| Insgesamt                    | 1× Silber ·                                                            | 200.000  |

### Freedom! ’90
| Land/Region                  | Auszeichnungen für Musikverkäufe (Land/Region, Auszeichnung, Verkäufe) | Verkäufe  |
| ---------------------------- | ---------------------------------------------------------------------- | --------- |
| Australien (ARIA)            | Platin                                                                 | 70.000    |
| Dänemark (IFPI)              | Gold                                                                   | 45.000    |
| Vereinigte Staaten (RIAA)    | Gold                                                                   | 500.000   |
| Vereinigtes Königreich (BPI) | Platin                                                                 | 600.000   |
| Insgesamt                    | 2× Gold · 2× Platin ·                                                  | 1.215.000 |

### Don’t Let the Sun Go Down on Me
| Land/Region                  | Auszeichnungen für Musikverkäufe (Land/Region, Auszeichnung, Verkäufe) | Verkäufe  |
| ---------------------------- | ---------------------------------------------------------------------- | --------- |
| Australien (ARIA)            | Platin                                                                 | 70.000    |
| Dänemark (IFPI)              | Gold                                                                   | 45.000    |
| Frankreich (SNEP)            | Silber                                                                 | 125.000   |
| Neuseeland (RMNZ)            | Platin                                                                 | 30.000    |
| Niederlande (NVPI)           | Platin                                                                 | 75.000    |
| Vereinigte Staaten (RIAA)    | Gold                                                                   | 500.000   |
| Vereinigtes Königreich (BPI) | Gold                                                                   | 400.000   |
| Insgesamt                    | 1× Silber · 3× Gold · 3× Platin ·                                      | 1.245.000 |

### Too Funky
| Land/Region               | Auszeichnungen für Musikverkäufe (Land/Region, Auszeichnung, Verkäufe) | Verkäufe |
| ------------------------- | ---------------------------------------------------------------------- | -------- |
| Australien (ARIA)         | Platin                                                                 | 70.000   |
| Vereinigte Staaten (RIAA) | Gold                                                                   | 500.000  |
| Insgesamt                 | 1× Gold · 1× Platin ·                                                  | 570.000  |

### Somebody to Love
| Land/Region                  | Auszeichnungen für Musikverkäufe (Land/Region, Auszeichnung, Verkäufe) | Verkäufe |
| ---------------------------- | ---------------------------------------------------------------------- | -------- |
| Italien (FIMI)               | Gold                                                                   | 15.000   |
| Vereinigtes Königreich (BPI) | Silber                                                                 | 200.000  |
| Insgesamt                    | 1× Silber · 1× Gold ·                                                  | 215.000  |

### Jesus to a Child
| Land/Region                  | Auszeichnungen für Musikverkäufe (Land/Region, Auszeichnung, Verkäufe) | Verkäufe  |
| ---------------------------- | ---------------------------------------------------------------------- | --------- |
| Belgien (BRMA)               | Gold                                                                   | 25.000    |
| Frankreich (SNEP)            | Silber                                                                 | 125.000   |
| Neuseeland (RMNZ)            | Gold                                                                   | 5.000     |
| Norwegen (IFPI)              | Gold                                                                   | 10.000    |
| Spanien (Promusicae)         | Gold                                                                   | 50.000    |
| Vereinigte Staaten (RIAA)    | Gold                                                                   | 500.000   |
| Vereinigtes Königreich (BPI) | Gold                                                                   | 400.000   |
| Insgesamt                    | 1× Silber · 6× Gold ·                                                  | 1.215.000 |

### Fastlove
| Land/Region                  | Auszeichnungen für Musikverkäufe (Land/Region, Auszeichnung, Verkäufe) | Verkäufe  |
| ---------------------------- | ---------------------------------------------------------------------- | --------- |
| Australien (ARIA)            | Platin                                                                 | 70.000    |
| Dänemark (IFPI)              | Gold                                                                   | 45.000    |
| Frankreich (SNEP)            | Silber                                                                 | 125.000   |
| Neuseeland (RMNZ)            | Gold                                                                   | 5.000     |
| Vereinigte Staaten (RIAA)    | Gold                                                                   | 500.000   |
| Vereinigtes Königreich (BPI) | Platin                                                                 | 600.000   |
| Insgesamt                    | 1× Silber · 3× Gold · 2× Platin ·                                      | 1.345.000 |

### Spinning the Wheel
| Land/Region                  | Auszeichnungen für Musikverkäufe (Land/Region, Auszeichnung, Verkäufe) | Verkäufe |
| ---------------------------- | ---------------------------------------------------------------------- | -------- |
| Vereinigtes Königreich (BPI) | Silber                                                                 | 200.000  |
| Insgesamt                    | 1× Silber ·                                                            | 200.000  |

### Older
| Land/Region                  | Auszeichnungen für Musikverkäufe (Land/Region, Auszeichnung, Verkäufe) | Verkäufe |
| ---------------------------- | ---------------------------------------------------------------------- | -------- |
| Vereinigtes Königreich (BPI) | Silber                                                                 | 200.000  |
| Insgesamt                    | 1× Silber ·                                                            | 200.000  |

### I Can’t Make You Love Me
| Land/Region                  | Auszeichnungen für Musikverkäufe (Land/Region, Auszeichnung, Verkäufe) | Verkäufe |
| ---------------------------- | ---------------------------------------------------------------------- | -------- |
| Vereinigtes Königreich (BPI) | Silber                                                                 | 200.000  |
| Insgesamt                    | 1× Silber ·                                                            | 200.000  |

### Star People ’97
| Land/Region                  | Auszeichnungen für Musikverkäufe (Land/Region, Auszeichnung, Verkäufe) | Verkäufe |
| ---------------------------- | ---------------------------------------------------------------------- | -------- |
| Vereinigtes Königreich (BPI) | Silber                                                                 | 200.000  |
| Insgesamt                    | 1× Silber ·                                                            | 200.000  |

### You Have Been Loved
| Land/Region                  | Auszeichnungen für Musikverkäufe (Land/Region, Auszeichnung, Verkäufe) | Verkäufe |
| ---------------------------- | ---------------------------------------------------------------------- | -------- |
| Vereinigtes Königreich (BPI) | Silber                                                                 | 200.000  |
| Insgesamt                    | 1× Silber ·                                                            | 200.000  |

### Outside
| Land/Region                  | Auszeichnungen für Musikverkäufe (Land/Region, Auszeichnung, Verkäufe) | Verkäufe |
| ---------------------------- | ---------------------------------------------------------------------- | -------- |
| Australien (ARIA)            | Gold                                                                   | 35.000   |
| Belgien (BRMA)               | Gold                                                                   | 25.000   |
| Vereinigtes Königreich (BPI) | Gold                                                                   | 400.000  |
| Insgesamt                    | 3× Gold ·                                                              | 460.000  |

### As
| Land/Region                  | Auszeichnungen für Musikverkäufe (Land/Region, Auszeichnung, Verkäufe) | Verkäufe |
| ---------------------------- | ---------------------------------------------------------------------- | -------- |
| Dänemark (IFPI)              | Gold                                                                   | 45.000   |
| Vereinigtes Königreich (BPI) | Gold                                                                   | 400.000  |
| Insgesamt                    | 2× Gold ·                                                              | 445.000  |

### Freeek!
| Land/Region       | Auszeichnungen für Musikverkäufe (Land/Region, Auszeichnung, Verkäufe) | Verkäufe |
| ----------------- | ---------------------------------------------------------------------- | -------- |
| Australien (ARIA) | Gold                                                                   | 35.000   |
| Dänemark (IFPI)   | Gold                                                                   | 10.000   |
| Insgesamt         | 2× Gold ·                                                              | 45.000   |

### Amazing
| Land/Region                  | Auszeichnungen für Musikverkäufe (Land/Region, Auszeichnung, Verkäufe) | Verkäufe |
| ---------------------------- | ---------------------------------------------------------------------- | -------- |
| Australien (ARIA)            | Gold                                                                   | 35.000   |
| Vereinigtes Königreich (BPI) | Silber                                                                 | 200.000  |
| Insgesamt                    | 1× Silber · 1× Gold ·                                                  | 235.000  |

### White Light
| Land/Region    | Auszeichnungen für Musikverkäufe (Land/Region, Auszeichnung, Verkäufe) | Verkäufe |
| -------------- | ---------------------------------------------------------------------- | -------- |
| Italien (FIMI) | Gold                                                                   | 15.000   |
| Insgesamt      | 1× Gold ·                                                              | 15.000   |

## Auszeichnungen nach Autorenbeteiligungen

### Young Guns (Go for It)(Wham!)
| Land/Region                  | Auszeichnungen für Musikverkäufe (Land/Region, Auszeichnung, Verkäufe) | Verkäufe |
| ---------------------------- | ---------------------------------------------------------------------- | -------- |
| Vereinigtes Königreich (BPI) | Silber                                                                 | 250.000  |
| Insgesamt                    | 1× Silber ·                                                            | 250.000  |

### Bad Boys(Wham!)
| Land/Region                  | Auszeichnungen für Musikverkäufe (Land/Region, Auszeichnung, Verkäufe) | Verkäufe |
| ---------------------------- | ---------------------------------------------------------------------- | -------- |
| Vereinigtes Königreich (BPI) | Silber                                                                 | 250.000  |
| Insgesamt                    | 1× Silber ·                                                            | 250.000  |

### Club Tropicana(Wham!)
| Land/Region                  | Auszeichnungen für Musikverkäufe (Land/Region, Auszeichnung, Verkäufe) | Verkäufe |
| ---------------------------- | ---------------------------------------------------------------------- | -------- |
| Japan (RIAJ)                 | Gold                                                                   | 50.000   |
| Vereinigtes Königreich (BPI) | Platin                                                                 | 600.000  |
| Insgesamt                    | 1× Gold · 1× Platin ·                                                  | 650.000  |

### Wake Me Up Before You Go-Go(Wham!)
| Land/Region                  | Auszeichnungen für Musikverkäufe (Land/Region, Auszeichnung, Verkäufe) | Verkäufe  |
| ---------------------------- | ---------------------------------------------------------------------- | --------- |
| Australien (ARIA)            | 2× Platin                                                              | 140.000   |
| Dänemark (IFPI)              | Platin                                                                 | 90.000    |
| Deutschland (BVMI)           | Gold                                                                   | 250.000   |
| Italien (FIMI)               | Platin                                                                 | 50.000    |
| Kanada (MC)                  | Platin                                                                 | 100.000   |
| Niederlande (NVPI)           | Gold                                                                   | 75.000    |
| Vereinigte Staaten (RIAA)    | Platin                                                                 | 1.000.000 |
| Vereinigtes Königreich (BPI) | Gold (Physisch) · + 2× Platin (Digital)                                | 1.700.000 |
| Insgesamt                    | 3× Gold · 8× Platin ·                                                  | 3.405.000 |

### Freedom(Wham!)
| Land/Region                  | Auszeichnungen für Musikverkäufe (Land/Region, Auszeichnung, Verkäufe) | Verkäufe |
| ---------------------------- | ---------------------------------------------------------------------- | -------- |
| Niederlande (NVPI)           | Gold                                                                   | 75.000   |
| Vereinigtes Königreich (BPI) | Gold                                                                   | 500.000  |
| Insgesamt                    | 2× Gold ·                                                              | 575.000  |

### Last Christmas(Wham!)
| Land/Region                  | Auszeichnungen für Musikverkäufe (Land/Region, Auszeichnung, Verkäufe) | Verkäufe   |
| ---------------------------- | ---------------------------------------------------------------------- | ---------- |
| Australien (ARIA)            | 7× Platin                                                              | 490.000    |
| Dänemark (IFPI)              | 6× Platin                                                              | 540.000    |
| Deutschland (BVMI)           | 3× Platin                                                              | 1.500.000  |
| Griechenland (IFPI)          | Platin                                                                 | 20.000     |
| Italien (FIMI)               | 3× Platin                                                              | 300.000    |
| Japan (RIAJ)                 | 2× Platin · + 3× Platin (Ringtone) · + Platin (Mobile Downloads)       | 1.200.000  |
| Kanada (MC)                  | 9× Platin                                                              | 720.000    |
| Neuseeland (RMNZ)            | 3× Platin                                                              | 90.000     |
| Niederlande (NVPI)           | Platin                                                                 | 100.000    |
| Portugal (AFP)               | 2× Platin                                                              | 20.000     |
| Schweden (IFPI)              | 10× Platin                                                             | 800.000    |
| Spanien (Promusicae)         | 2× Platin                                                              | 120.000    |
| Vereinigte Staaten (RIAA)    | 2× Platin                                                              | 2.000.000  |
| Vereinigtes Königreich (BPI) | Platin (Physisch) · + 6× Platin (Digital)                              | 4.600.000  |
| Insgesamt                    | 62× Platin ·                                                           | 12.500.000 |

### Everything She Wants(Wham!)
| Land/Region                  | Auszeichnungen für Musikverkäufe (Land/Region, Auszeichnung, Verkäufe) | Verkäufe |
| ---------------------------- | ---------------------------------------------------------------------- | -------- |
| Kanada (MC)                  | Gold                                                                   | 50.000   |
| Vereinigte Staaten (RIAA)    | Gold                                                                   | 500.000  |
| Vereinigtes Königreich (BPI) | Silber                                                                 | 200.000  |
| Insgesamt                    | 1× Silber · 2× Gold ·                                                  | 750.000  |

### I’m Your Man(Wham!)
| Land/Region                  | Auszeichnungen für Musikverkäufe (Land/Region, Auszeichnung, Verkäufe) | Verkäufe |
| ---------------------------- | ---------------------------------------------------------------------- | -------- |
| Kanada (MC)                  | Gold                                                                   | 50.000   |
| Vereinigtes Königreich (BPI) | Gold                                                                   | 500.000  |
| Insgesamt                    | 2× Gold ·                                                              | 550.000  |

### The Edge of Heaven(Wham!)
| Land/Region                  | Auszeichnungen für Musikverkäufe (Land/Region, Auszeichnung, Verkäufe) | Verkäufe |
| ---------------------------- | ---------------------------------------------------------------------- | -------- |
| Vereinigtes Königreich (BPI) | Silber                                                                 | 250.000  |
| Insgesamt                    | 1× Silber ·                                                            | 250.000  |

### Freedom (Robbie Williams)
| Land/Region                  | Auszeichnungen für Musikverkäufe (Land/Region, Auszeichnung, Verkäufe) | Verkäufe |
| ---------------------------- | ---------------------------------------------------------------------- | -------- |
| Vereinigtes Königreich (BPI) | Silber                                                                 | 200.000  |
| Insgesamt                    | 1× Silber ·                                                            | 200.000  |

### I’m Your Man (Shane Richie)
| Land/Region                  | Auszeichnungen für Musikverkäufe (Land/Region, Auszeichnung, Verkäufe) | Verkäufe |
| ---------------------------- | ---------------------------------------------------------------------- | -------- |
| Vereinigtes Königreich (BPI) | Silber                                                                 | 200.000  |
| Insgesamt                    | 1× Silber ·                                                            | 200.000  |

### Last Christmas (Cascada)
| Land/Region                  | Auszeichnungen für Musikverkäufe (Land/Region, Auszeichnung, Verkäufe) | Verkäufe |
| ---------------------------- | ---------------------------------------------------------------------- | -------- |
| Vereinigtes Königreich (BPI) | Silber                                                                 | 200.000  |
| Vereinigte Staaten (RIAA)    | Gold                                                                   | 500.000  |
| Insgesamt                    | 1× Silber · 1× Gold ·                                                  | 700.000  |

### Last Christmas (Ariana Grande)
| Land/Region                  | Auszeichnungen für Musikverkäufe (Land/Region, Auszeichnung, Verkäufe) | Verkäufe |
| ---------------------------- | ---------------------------------------------------------------------- | -------- |
| Vereinigtes Königreich (BPI) | Silber                                                                 | 200.000  |
| Insgesamt                    | 1× Silber ·                                                            | 200.000  |

## Auszeichnungen nach Videoalben

### Faith
| Land/Region               | Auszeichnungen für Musikverkäufe (Land/Region, Auszeichnung, Verkäufe) | Verkäufe |
| ------------------------- | ---------------------------------------------------------------------- | -------- |
| Kanada (MC)               | Gold                                                                   | 5.000    |
| Vereinigte Staaten (RIAA) | 2× Platin                                                              | 200.000  |
| Insgesamt                 | 1× Gold · 2× Platin ·                                                  | 205.000  |

### George Michael
| Land/Region               | Auszeichnungen für Musikverkäufe (Land/Region, Auszeichnung, Verkäufe) | Verkäufe |
| ------------------------- | ---------------------------------------------------------------------- | -------- |
| Vereinigte Staaten (RIAA) | Platin                                                                 | 100.000  |
| Insgesamt                 | 1× Platin ·                                                            | 100.000  |

### Ladies & Gentlemen: The Best of George Michael
| Land/Region                  | Auszeichnungen für Musikverkäufe (Land/Region, Auszeichnung, Verkäufe) | Verkäufe |
| ---------------------------- | ---------------------------------------------------------------------- | -------- |
| Argentinien (CAPIF)          | Platin                                                                 | 8.000    |
| Australien (ARIA)            | 3× Platin                                                              | 45.000   |
| Brasilien (PMB)              | Gold                                                                   | 25.000   |
| Deutschland (BVMI)           | Gold                                                                   | 25.000   |
| Frankreich (SNEP)            | 2× Platin                                                              | 40.000   |
| Polen (ZPAV)                 | Gold                                                                   | 5.000    |
| Portugal (AFP)               | Gold                                                                   | 4.000    |
| Vereinigtes Königreich (BPI) | 4× Platin                                                              | 200.000  |
| Insgesamt                    | 4× Gold · 10× Platin ·                                                 | 352.000  |

### Twenty Five
| Land/Region       | Auszeichnungen für Musikverkäufe (Land/Region, Auszeichnung, Verkäufe) | Verkäufe |
| ----------------- | ---------------------------------------------------------------------- | -------- |
| Australien (ARIA) | 2× Platin                                                              | 30.000   |
| Frankreich (SNEP) | Platin                                                                 | 20.000   |
| Insgesamt         | 3× Platin ·                                                            | 50.000   |

### Live in London
| Land/Region                  | Auszeichnungen für Musikverkäufe (Land/Region, Auszeichnung, Verkäufe) | Verkäufe |
| ---------------------------- | ---------------------------------------------------------------------- | -------- |
| Australien (ARIA)            | 2× Platin                                                              | 30.000   |
| Deutschland (BVMI)           | Gold                                                                   | 25.000   |
| Frankreich (SNEP)            | Gold                                                                   | 7.500    |
| Irland (IRMA)                | Gold                                                                   | 2.000    |
| Neuseeland (RMNZ)            | Platin                                                                 | 5.000    |
| Portugal (AFP)               | 4× Platin                                                              | 32.000   |
| Vereinigtes Königreich (BPI) | Platin                                                                 | 50.000   |
| Insgesamt                    | 3× Gold · 8× Platin ·                                                  | 151.500  |

## Statistik und Quellen
| Land/RegionAuszeichnungen für Musikverkäufe (Land/Region, Auszeichnungen, Verkäufe, Quellen) | Silber       | Gold         | Platin         | Diamant     | Verkäufe     | Quellen |
| -------------------------------------------------------------------------------------------- | ------------ | ------------ | -------------- | ----------- | ------------ | --- |
| Argentinien (CAPIF)                                                                          | —            | 3× Gold3     | 2× Platin2     | —           | 148.000      | capif.org.ar (Memento vom 6. Juli 2011 im Internet Archive) AR2 (Memento vom 31. Mai 2011 im Internet Archive) |
| Australien (ARIA)                                                                            | —            | 6× Gold6     | 46× Platin46   | —           | 3.045.000    | aria.com.au |
| Belgien (BRMA)                                                                               | —            | 4× Gold4     | 4× Platin4     | —           | 300.000      | ultratop.be |
| Brasilien (PMB)                                                                              | —            | 4× Gold4     | 3× Platin3     | —           | 505.000      | pro-musicabr.org.br                                                                                            |
| Chile (IFPI)                                                                                 | —            | —            | Platin1        | —           | 25.000       | Einzelnachweise                                                                                                |
| Dänemark (IFPI)                                                                              | —            | 8× Gold8     | 35× Platin35   | —           | 1.615.000    | ifpi.dk |
| Deutschland (BVMI)                                                                           | —            | 11× Gold11   | 6× Platin6     | —           | 4.900.000    | musikindustrie.de                                                                                              |
| Europa (IFPI)                                                                                | —            | —            | 17× Platin17   | —           | (17.000.000) | ifpi.org (Memento vom 1. Januar 2014 im Internet Archive)                                                      |
| Finnland (IFPI)                                                                              | —            | Gold1        | —              | —           | 33.000       | ifpi.fi |
| Frankreich (SNEP)                                                                            | 5× Silber5   | 7× Gold7     | 9× Platin9     | —           | 2.967.500    | infodisc.fr snepmusique.com                                                                                    |
| Griechenland (IFPI)                                                                          | —            | Gold1        | 2× Platin2     | —           | 47.500       | ifpi.gr (Memento vom 2. Oktober 2007 im Internet Archive)                                                      |
| Hongkong (IFPI/HKRIA)                                                                        | —            | Gold1        | 2× Platin2     | —           | 50.000       | ifpihk.org |
| Irland (IRMA)                                                                                | —            | Gold1        | 5× Platin5     | —           | 82.500       | irishcharts.ie                                                                                                 |
| Italien (FIMI)                                                                               | —            | 5× Gold5     | 7× Platin7     | —           | 730.000      | fimi.it |
| Japan (RIAJ)                                                                                 | —            | Gold1        | 8× Platin8     | —           | 1.650.000    | riaj.or.jp JP2                                                                                                 |
| Kanada (MC)                                                                                  | —            | 5× Gold5     | 23× Platin23   | Diamant1    | 3.175.000    | musiccanada.com                                                                                                |
| Malaysia (RIM)                                                                               | —            | Gold1        | —              | —           | 25.000       | Einzelnachweise                                                                                                |
| Neuseeland (RMNZ)                                                                            | —            | 6× Gold6     | 28× Platin28   | —           | 660.000      | aotearoamusiccharts.co.nz NZ2 NZ3                                                                              |
| Niederlande (NVPI)                                                                           | —            | 5× Gold5     | 11× Platin11   | —           | 1.415.000    | nvpi.nl |
| Norwegen (IFPI)                                                                              | —            | 2× Gold2     | 2× Platin2     | —           | 160.000      | ifpi.no (Memento vom 5. November 2012 im Internet Archive)                                                     |
| Österreich (IFPI)                                                                            | —            | 4× Gold4     | Platin1        | —           | 140.000      | ifpi.at |
| Polen (ZPAV)                                                                                 | —            | 2× Gold2     | 7× Platin7     | —           | 225.000      | olis.pl |
| Portugal (AFP)                                                                               | Silber1      | 3× Gold3     | 5× Platin5     | —           | 71.000       | Einzelnachweise                                                                                                |
| Russland (NFPF)                                                                              | —            | Gold1        | —              | —           | 10.000       | 2m-online.ru                                                                                                   |
| Schweden (IFPI)                                                                              | —            | 3× Gold3     | 12× Platin12   | —           | 1.110.000    | sverigetopplistan.se                                                                                           |
| Schweiz (IFPI)                                                                               | —            | 4× Gold4     | 5× Platin5     | —           | 335.000      | hitparade.ch                                                                                                   |
| Singapur (RIAS)                                                                              | —            | —            | Platin1        | —           | 15.000       | Einzelnachweise                                                                                                |
| Spanien (Promusicae)                                                                         | —            | 3× Gold3     | 12× Platin12   | —           | 1.280.000    | elportaldemusica.es ES2 ES3                                                                                    |
| Südafrika (RISA)                                                                             | —            | Gold1        | —              | —           | 25.000       | Einzelnachweise                                                                                                |
| Südkorea (KMCA)                                                                              | —            | —            | Platin1        | —           | 30.000       | Einzelnachweise                                                                                                |
| Taiwan (RIT)                                                                                 | —            | —            | 3× Platin3     | —           | 150.000      | Einzelnachweise                                                                                                |
| Ungarn (MAHASZ)                                                                              | —            | Gold1        | 2× Platin2     | —           | 22.000       | slagerlistak.hu                                                                                                |
| Vereinigte Staaten (RIAA)                                                                    | —            | 10× Gold10   | 19× Platin19   | Diamant1    | 33.800.000   | riaa.com |
| Vereinigtes Königreich (BPI)                                                                 | 17× Silber17 | 12× Gold12   | 59× Platin59   | —           | 31.770.000   | bpi.co.uk |
| Insgesamt                                                                                    | 23× Silber23 | 115× Gold115 | 339× Platin339 | 2× Diamant2 |              | |